# Мамуша
Мамуша (алб. Mamushë або Mamusha; серб. Мамуша; тур. Mamuşa) — невелике місто в Косово, центр сільськогосподарського району. Населення переважно становлять турки (93,1 %).

## Адміністративна приналежність
| Сербська позиція                                                                                    | Албанська позиція                                               |
| --------------------------------------------------------------------------------------------------- | --------------------------------------------------------------- |
| входить до складу Призренського округу (Сербія) автономного краю Косово і Метохія, в общину Призрен | входить в Призренський округ Республіки Косово, в общину Мамуша |